# Styppeiochloa
Styppeiochloa és un gènere de plantes de la família de les poàcies, ordre de les poals, subclasse de les commelínides, classe de les liliòpsides, divisió dels magnoliofitins.

## Taxonomia
- Styppeiochloa catherineana Cope i Ryves
- Styppeiochloa gynoglossa (Goossens) De Winter
- Styppeiochloa hitchcockii (A.Camus) Cope